# Торијана (Римини)
Торијана (итал. Torriana) је насеље у Италији у округу Римини, региону Емилија-Ромања.
Према процени из 2011. у насељу је живело 499 становника. Насеље се налази на надморској висини од 345 м.

## Становништво
Према резултатима пописа становништва 2011. у општини је живело 1.595 становника.
| 1931. | 1936. | 1951. | 1961. | 1971. | 1981. | 1991. | 2001. | 2011. |
| ----- | ----- | ----- | ----- | ----- | ----- | ----- | ----- | ----- |
| 2.056 | 2.774 | 2.014 | 1.386 | 952   | 929   | 1.002 | 1.174 | 1.595 |